# Горица (дем Волос)
Вижте пояснителната страница за други значения на Горица.
Горица (на гръцки: Γορίτσα) е селище и предградие на Волос в Тесалия. Намира на запад от града на разстояние около 3 km североизточно от центъра му. Официално е зарегистрирано като отделно селище, за първи път, през 1961 година.
На Горица е разкрит античен град.